# Bistum Lugano
Das Bistum Lugano (lat.: Dioecesis Luganensis) ist eine in der Schweiz gelegene Diözese der römisch-katholischen Kirche. Es umfasst das Gebiet des Kantons Tessin.
Der Sitz des Bischofs ist Lugano und die dortige Kathedrale San Lorenzo. Der Schutzpatron der Diözese ist der Hl. Carlo Borromeo zusammen mit den Heiligen Abbondio und Ambrogio. In etwa 50 Gemeinden des Bistums wird die Messe gemäß dem Ambrosianischen Ritus gefeiert.

## Geschichte

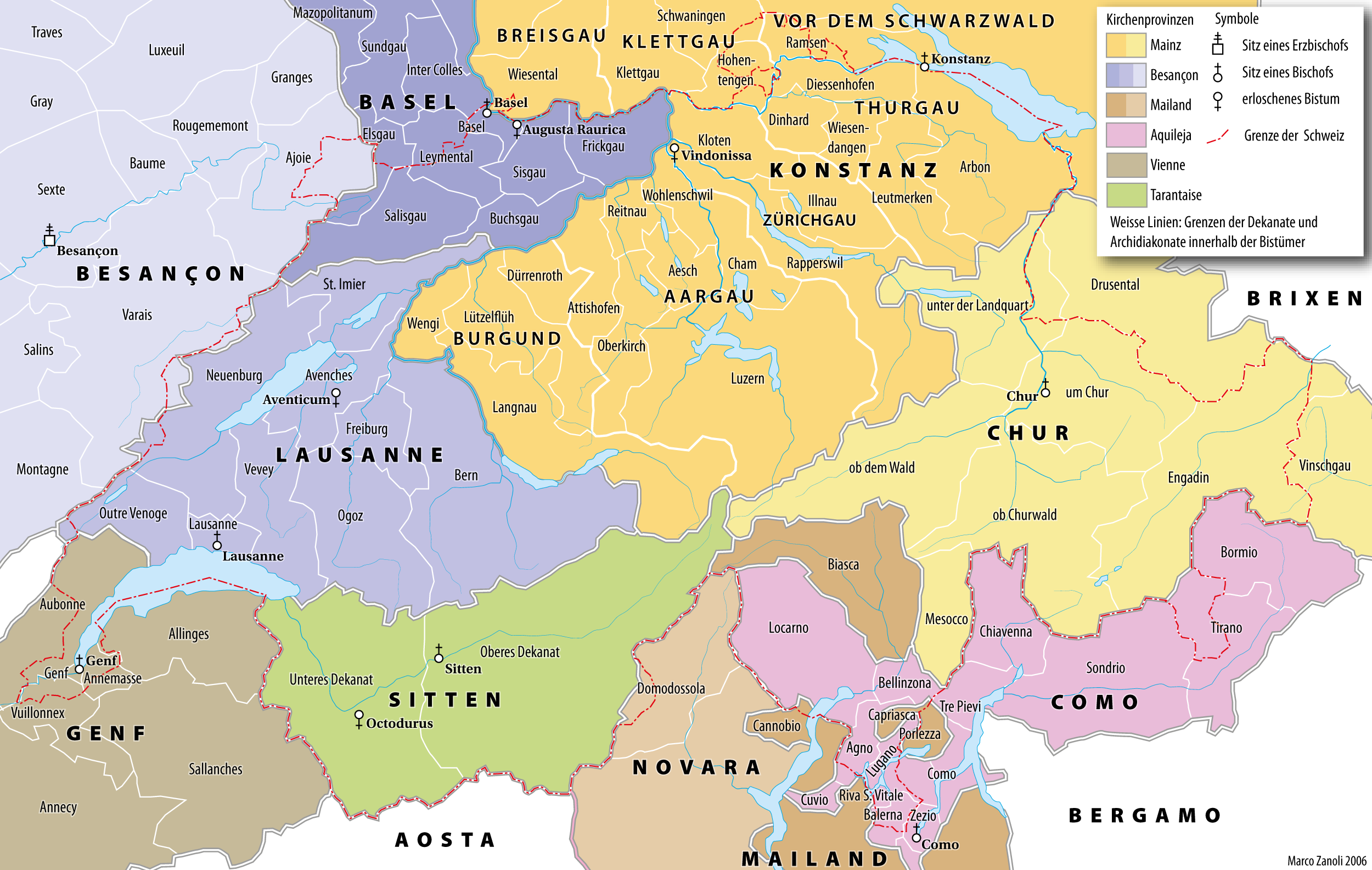
Die historische Aufteilung des Tessins zwischen den Bistümern Mailand und Como bis 1884

Das Gebiet des heutigen Kantons Tessin war seit dem Ende des 9. Jahrhunderts zum Teil dem Erzbistum Mailand und zum Teil dem Bistum Como unterstellt. Mit der Unabhängigkeit des Kantons im Jahre 1803 verstärkte sich das Bedürfnis nach einem eigenen Bistum, was aber am Widerstand Österreichs scheiterte. Die konservative Regierung Österreichs befürchtete, dass die katholische Kirche im Tessin unter den Einfluss der liberalen Tessiner Regierung geraten könnte. Die Situation änderte sich erst nach der Gründung des Königreichs Italien 1861. Nach einem Vertrag zwischen der Schweizerischen Eidgenossenschaft und dem Vatikan im Jahr 1884 wurden die Tessiner Pfarreien von den Bistümern Como und Mailand getrennt und in der Person von Eugène Lachat, der zuvor Bischof von Basel gewesen war, einem Apostolischen Administrator unterstellt. Lachat erreichte das Tessin am 10. August 1885 und starb am 1. November 1886.
Unter der Administration von Vincenzo Molo, Erzpriester von Bellinzona, wurde durch die Bulle Ad universam von Papst Leo XIII. am 7. September 1888 die Diözese Lugano gegründet. Sie blieb formal zunächst als Apostolische Administratur dem Bistum Basel unterstellt, auch vermeidet die Bulle Ad universam den Begriff „Diözese“ sorgsam, um das Verbot der Gründung neuer Bistümer in der Schweizerischen Bundesverfassung zu respektieren.
Am 8. März 1971 wurde die Apostolische Administratur des Kantons Tessin offiziell vom Bistum Basel losgelöst und dem Administrator Giuseppe Martinoli der Titel eines Bischofs von Lugano übertragen. Der neue Status der Diözese wurde am 25. April 1971 durch eine feierliche Messe in der Kathedrale von Lugano besiegelt.

## Vikariate
Das Bistum Lugano besteht aus sechs Vikariaten.
- Vikariat Mendrisio: 34 Pfarreien im Bezirk Mendrisio und im Kreis Ceresio, Bezirk Lugano.
- Vikariat Lugano: 44 Pfarreien in der Gemeinde Lugano, in den Kreisen Paradiso, Vezia (mit Ausnahme der Gemeinden Lamone und Cadempino) und Capriasca und in der Gemeinde Muzzano, Kreis Agno.
- Vikariat Malcantone-Vedeggio: 34 Pfarreien in den Kreisen Magliasina, Sessa, Agno (mit Ausnahme der Gemeinde Muzzano), Breno und Taverne, in den Gemeinden Lamone und Cadempino, Kreis Vezia und in der Gemeinde Isone, Bezirk Bellinzona.
- Vikariat Bellinzona: 18 Pfarreien im Bezirk Bellinzona mit Ausnahme der Gemeinde Isone und der Stadtteile Claro, Moleno, Preonzo und Gnosca der Gemeinde Bellinzona.
- Vikariat Tre Valli: 49 Pfarreien in den Bezirken Riviera, Blenio und Leventina und in den Stadtteilen Claro, Moleno, Preonzo und Gnosca der Gemeinde Bellinzona.
- Vikariat Locarno: 75 Pfarreien in den Bezirken Locarno und Vallemaggia.

## Ordinarien

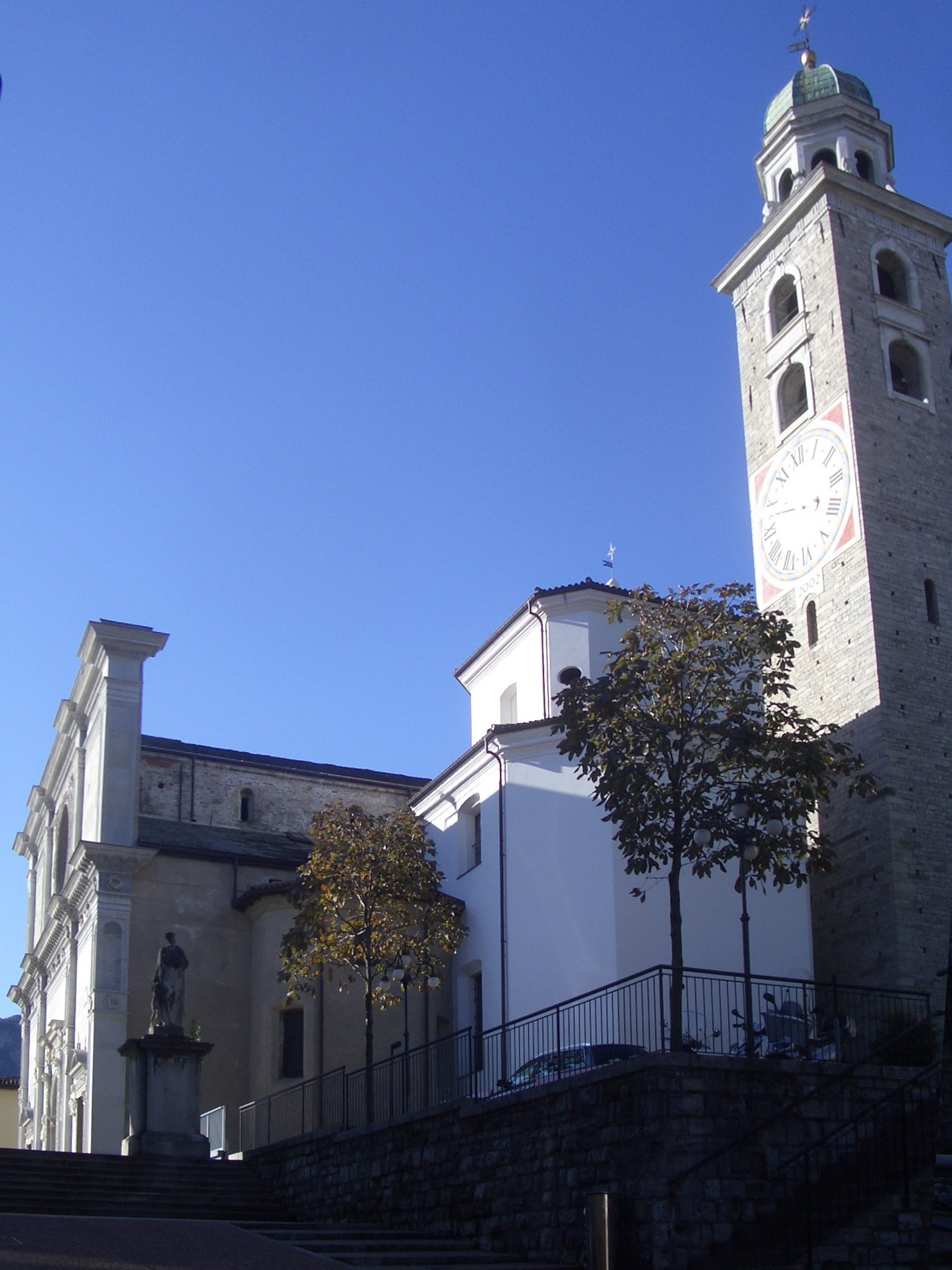
Die Kathedrale San Lorenzo von Norden mit Glockenturm und Cappella della Madonna delle Grazie (weiß)

### Apostolische Administratoren
- 1884–1886: Eugène Lachat
- 1887–1904: Vincenzo Molo
- 1904–1916: Alfredo Peri-Morosini
- 1917–1935: Aurelio Bacciarini
- 1936–1968: Angelo Jelmini
- 1968–1971: Giuseppe Martinoli

### Bischöfe
- 1971–1978: Giuseppe Martinoli
- 1978–1985: Ernesto Togni
- 1986–1995: Eugenio Corecco
- 1995–2003: Giuseppe Torti
- 2004–2013: Pier Giacomo Grampa
- 2013–2022: Valerio Lazzeri
- seit 2022: Sedisvakanz